# Balanove, Oceac
Balanove (în ucraineană Баланове) este un sat în comuna Kameanka din raionul Oceac, regiunea Mîkolaiiv, Ucraina.

## Demografie
Componența lingvistică a localității Balanove
     Ucraineană (96,39%)
     Rusă (3,61%)
Conform recensământului din 2001, majoritatea populației localității Balanove era vorbitoare de ucraineană (96,39%), existând în minoritate și vorbitori de rusă (3,61%).